# Африканская королева
«Африканская королева» (англ. The African Queen) — классическая военная мелодрама, снятая в 1951 году режиссёром Джоном Хьюстоном по одноимённому роману Сесила Скотта Форестера (1935). Лауреат премии «Оскар» за лучшую мужскую роль (Хамфри Богарт) – единственный «Оскар» актёра. В 1994 году лента включена в Национальный реестр фильмов. 

## Сюжет
Сэмюэль Сейер и его сестра Роуз — британские христианские миссионеры, живущие в Германской Восточной Африке в августе 1914 года. Почту и продовольствие им по реке доставляет небольшой паровой катер «Африканская королева» под командованием грубого и неотёсанного канадского механика Чарли Оллната.
Когда Чарли предупреждает Сейеров, что между Германией и Британией началась война, миссионеры решают остаться в Кунгду, но становятся свидетелями того, как немецкие колониальные войска сжигают деревню и угоняют её жителей в армию. Когда Сэмюэль пытается протестовать, его ударяет офицер, и вскоре священник умирает от лихорадки. Чарли помогает Роуз похоронить брата, и они спасаются бегством на «Африканской королеве».
Чарли рассказывает Роуз, что британцы не могут атаковать немцев с воды из-за большой канонерской лодки «Кенигин Луиза», патрулирующей большое озеро рядом с устьем реки. Роуз придумывает план превращения «Африканской королевы» в торпедный катер и потопления «Луизы». После долгих уговоров Чарли соглашается на этот план.
Чарли позволяет Роуз управлять катером с помощью руля, пока сам он занят обслуживанием старого парового котла, работающего на дровах. После успешного преодоления первого порога с минимальным затоплением лодки Роуз начинает чувствовать себя уверенно. Когда они проходят мимо немецкой крепости, солдаты начинают стрелять по ним и повреждают паровой котёл. Чарли удается присоединить напорный рукав как раз в тот момент, когда они собираются пройти во второй порог. Лодка кренится, преодолевая камни, что приводит к её частичному затоплению. Празднуя свой успех, Чарли и Роуз обнимаются и целуются. На третьем пороге у лодке ломается гребной винт. Организовав на берегу примитивную кузницу, Чарли выпрямляет винт и сваривает лопасть, что позволяет им снова отправиться в путь.
Ситуация кажется безнадёжной, когда лодка застревает в грязи и густых камышах недалеко от устья реки. Без припасов и питьевой воды Роуз и Чарли понимают, что скоро умрут. Роуз произносит молитву. Пока они спят, проливные дожди поднимают уровень воды в реке, и «Африканская королева» выплывает в озеро.
В течение следующих двух дней Чарли и Роуз готовятся к нападению. Чарли с Роуз в темноте отправляют «Африканскую королеву» по озеру, намереваясь вывести её на траекторию столкновения с «Луизой». Налетает сильный шторм, в результате чего вода заливает «Африканскую королеву» через торпедные отверстия. В конце концов лодка опрокидывается, Чарли и Роуз падают в воду. Во время шторма Чарли теряет Роуз из виду.
Чарли схвачен и доставлен на борт «Луизы», где его допрашивают немецкие офицеры. Полагая, что Роза утонула, он не предпринимает никаких попыток защититься от обвинений в шпионаже, и немецкий капитан приговаривает его к смерти через повешение. Розу поднимают на борт корабля сразу после оглашения приговора Чарли. Капитан задает ей вопросы, и Роза с гордостью признается в заговоре с целью потопить «Луизу», решив, что ей нечего терять. Капитан приговаривает её к казни вместе с Чарли как британских шпионов. Чарли просит немецкого капитана поженить их перед казнью. Капитан соглашается и, проведя краткую церемонию бракосочетания, собирается совершить казнь, но «Луизу» сотрясает серия взрывов, и она опрокидывается. Оказывается, немецкий пароход столкнулся с корпусом «Африканской королевы», и торпеды сдетонировали. Новоиспеченной супружеской паре удается спастись с тонущего корабля и вместе доплыть до безопасного места.

## В ролях
- Хамфри Богарт — Чарли Оллнат, капитан парохода
- Кэтрин Хепбёрн — Роуз Сейер, сестра Сэмюэля
- Роберт Морли — Сэмюэль Сейер, католический миссионер
- Питер Булл — капитан «Луизы»
- Уолтер Готелл — второй офицер «Луизы»
- Питер Суонуик — первый офицер «Шоны»
- Ричард Марнер — второй офицер «Шоны»
- Теодор Бикель — первый офицер «Луизы»
- Эррол Джон — солдат (не указан в титрах)

## Награды и номинации
- 1952 — премия «Оскар» за лучшую мужскую роль (Хамфри Богарт), а также три номинации: лучший режиссёр (Джон Хьюстон), лучшая женская роль (Кэтрин Хепбёрн), лучший адаптированный сценарий (Джеймс Эйджи, Джон Хьюстон).
- 1952 — три номинации на премию Нью-Йоркского общества кинокритиков: лучший фильм, лучший режиссёр (Джон Хьюстон), лучшая женская роль (Кэтрин Хепбёрн).
- 1953 — две номинации на премию BAFTA: лучший фильм, лучший зарубежный актёр (Хамфри Богарт).

## Признание
По версии Американского института кино, картина занимает ряд мест:
- 17-е (1998) и 65-е (2007) места в списке 100 лучших американских фильмов,
- 14-е место в 100 самых страстных американских фильмов,
- 48-е место в 100 самых вдохновляющих американских фильмов.

## История создания
С самого начала Джон Хьюстон настаивал на натурных съёмках. В поисках реки похожей на ту, что была описана в романе Форестера, он налетал тысячи километров, на самолёте пересекая Африку из конца в конец, пока он не остановился на Руки в Бельгийском Конго. В ту эпоху, когда натурные съёмки не были распространены, это было своего рода подвигом, учитывая ещё и то, что по сути большая часть фильма состоит из диалогов.
По мнению Хьюстона натурные съёмки были единственным способом сделать фильм правдоподобным и аутентичным. Даже когда съёмки происходили в студии Хьюстон стремился к максимальной натуралистичности. В сцене, где Богарт вытягивает «Африканскую королеву» из грязи и его облепляют пиявки, пиявки были самыми настоящими.
Сценарий изначально писался для Чарльза Лоутона и Эльзы Ланчестер, потом был предложен Бетт Дейвис и Дэвиду Найвену, но окончательный выбор остался за Хамфри Богартом и Кэтрин Хепбёрн. Хотя Богарту сначала не понравился его персонаж, а игра Хепбёрн не устраивала Хьюстона, он предложил ей изобразить своего персонажа похожей на Элеонору Рузвельт, и образ заиграл новыми яркими красками.
Существующая концовка фильма появилась не сразу. У сценариста Джеймса Эйджи случился сердечный приступ и он не смог дописать сценарий до конца. Хьюстону пришлось выкручиваться самому. Перед тем как был придуман окончательный вариант рассматривалось ещё три варианта: Роуз и Чарли спасает британский военный корабль; Роуз откладывает свадьбу до первого британского консула; Чарли вспоминает, что оставил жену в Великобритании, которую последний раз видел 20 лет назад. В конце концов Хьюстон придумал четвёртый вариант, со счастливой концовкой, что не совсем типично для Хьюстона, с его мрачными взглядами на жизнь.
Возможно, оптимистичная концовка сыграла свою роль в успехе фильма. Он стал одним из кассовых лидеров 1952 года. Фильм был номинирован на «Оскар» в трёх номинациях и выиграл в одной. Читатели британского журнала Picturegoer выбрали Богарта актёром года.